# مسنا
مسنا (به انگلیسی: Mesna) که به نام سولفونات سدیم 2- مرکاپتواتان نیز شناخته می شود، یک عامل سم زدایی است که برای جلوگیری یا کاهش سمیت ادراری و سمیت کلیوی مرتبط با داروهای شیمی درمانی خاص، به ویژه ایفوسفامید و سیکلوفسفامید استفاده می شود.  این دارو با اتصال و غیرفعال کردن متابولیت های این داروها که می تواند باعث آسیب مثانه و کلیه شود، عمل می کند.  مسنا به طور معمول به صورت داخل وریدی یا خوراکی همراه با شیمی درمانی تجویز می شود. این محصول در ایران تحت برند واریومیتکسان / ®Vario-Mitexan توسط شرکت داروسازی واریان فارمد و اورمیکسان/®URMIXAN توسط شرکت داروسازی اکسیر  تولید می شود.

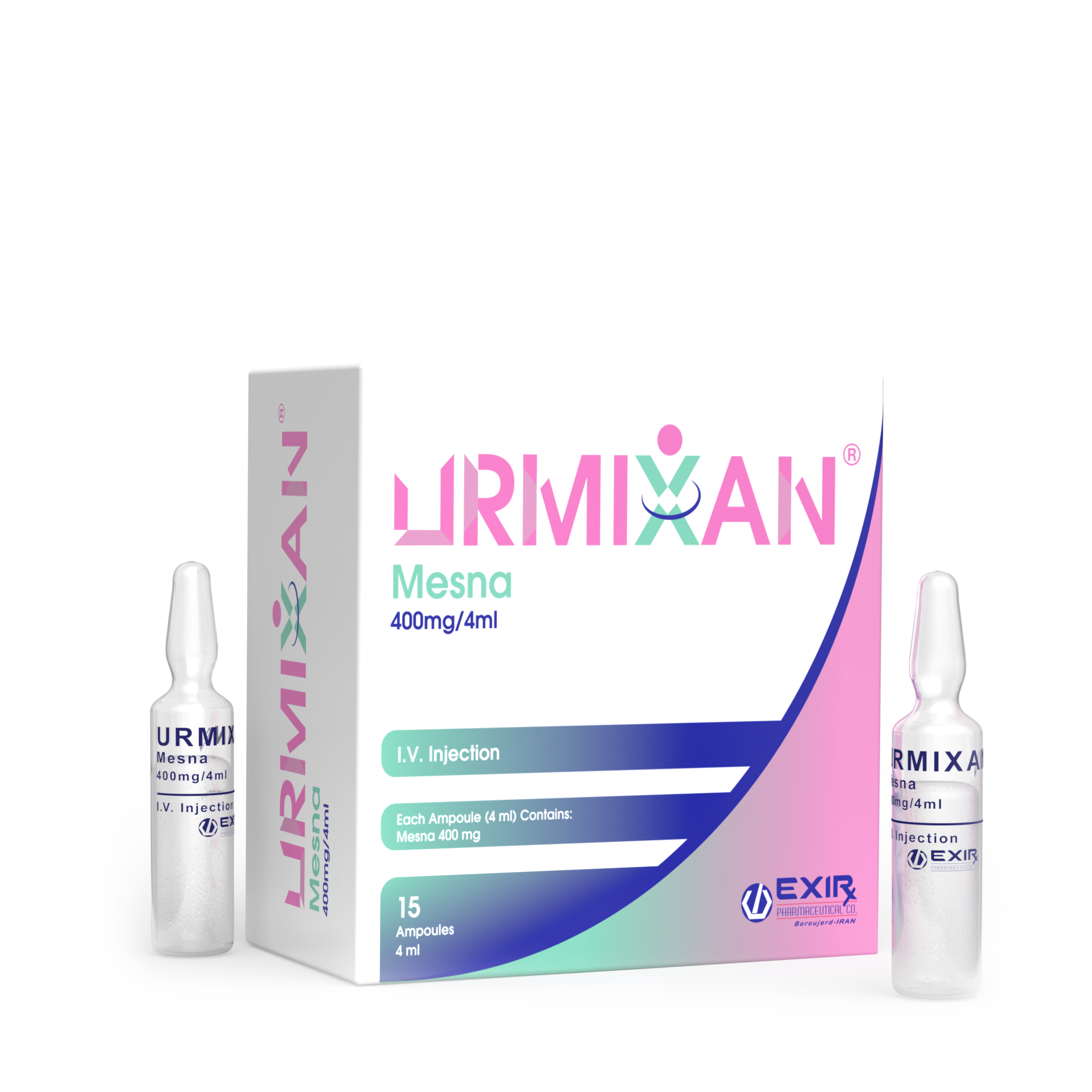
اورمیکسان® / ®URMIXAN

از آخرین به روز رسانی ها در ژانویه 2022، این دارو یک جزء مهم از درمان های حمایتی در انکولوژی باقی مانده است. برای آخرین اطلاعات، باید مستقیماً به اسناد FDA یا سایر سازمان های نظارتی مراجعه کنید.
رده درمانی: داروهای شیمی‌درمانی
اشکال دارویی: آمپول

## موارد مصرف
مسنا در پیشگیری از سیستیت هموراژیک در بیماران تحت‌درمان یا ایفوسفامید و سیکلوفسفامید مصرف می‌شود.

## مکانیسم اثر
مسنا در کلیه به متابولیت‌های سیکلوفسفامید و ایفوسفامید متصل واثرات سمی آنها را کاهش می‌دهد.

## عوارض جانبی
واکنش‌های حساسیتی، اسهال، تهوع و استفراغ از عوارض شایع مسنا هستند.